# Claude Desmedt
Pour les articles homonymes, voir De Smedt.
Claude Desmedt, né le 23 juin 1939 à Uccle et décédé le 21 décembre 2012, est un homme politique belge bruxelleois , membre du PRL-FDF-MCC.
Il est docteur en droit, licencié en droit social, avocat honoraire.

## Fonctions politiques
- Sénateur belge du 28 décembre 1987 au 13 juin 1999.
- Député fédéral belge du 23 juillet 1999 au 10 avril 2003, en remplacement de Corinne De Permentier, ministre.
- Premier échevin d'Uccle.
- Bourgmestre d'Uccle (2001 - 2006) et de 2006 à 2007, lorsque son successeur, Armand De Decker, présidait le Sénat[1].

## Distinctions
- chevalier de l'Ordre de Léopold.